# 人ごろし城
『人ごろし城』（ひとごろしじょう、原題：Hurleburlebutz）は、『グリム童話』に収録されていた童話の一編（KHM73a）。初版では73番目の話として収録されていた。原話はグリム兄弟の妹ロッテが友人となったオランダ人女性から聞いた口承物語であったが、『青ひげ』（KHM62a）の類話であること、オランダの物語であることから、第二版以降では削除された（『青ひげ』自体もシャルル・ペローの原典に依拠しているため、第二版以降で削除されている）。ただし、本話や『青ひげ』の類話である『まっしろ白鳥』（KHM46）は最終版まで残っている。

## あらすじ
昔、ある靴屋には3人の美しい娘がいた。ある日、靴屋が出掛けている時に身なりの良い立派な領主がやってきて娘の一人に求愛する。相手が裕福で幸せになれると考えた娘は二つ返事で婚姻を承諾し、そのまま男の豪華な馬車に乗って彼の城へと向かう。最初は娘は不安だったが、彼の城はとても素晴らしく、彼が言うように確かに大金持ちだった。
翌日、男は娘に急用が出来て数日でかけなければならなくなったと話す。そこで彼女に城の鍵を預け「城をくまなく見れば、お前の夫はどんな富と財産の持ち主かわかるだろう」と言って出かける。娘は男が言うように城を調べ、ますますその金持ちぶりに満足し、最後に地下室へとやってくる。地下室の前には老婆がおり、死体の臓器をかき出している。娘が声をかけると老婆は「明日はお前のはらわたをかき出すのさ」と答え、驚いた娘は思わず鍵を血の入ったタライの中へ落としてしまう。鍵についた血はどんなに洗っても落ちない。それを見た老婆は「これでお嬢ちゃんが死ぬことは決まったね」と言いつつ、「命が助かりたいなら、城から出る干草を積んだ荷馬車に隠れなさい」と続け、娘はその通りにして城から脱出する。ほどなく、男が帰ってきたが娘が見当たらない。老婆に尋ねると「今日は仕事がはかどったので既にやっておきました」といい、その答えに彼は満足する。
一方その頃、娘を載せた馬車は近くにある別の城へとやってきた。その城の領主は、娘から何があったかを聞くと、人殺し城の主も含めた近隣の貴族を集めて宴会を催す。娘も変装をして参加し、余興としてそれぞれが一つ話をすることになると、娘は人殺し城の話をする。驚いた人殺し城の主（伯爵）は逃げ出そうとするが、すぐに取り押さえられ牢屋に入れられる。
その後、人殺し城は壊され、人殺し城の主の財産は娘が貰い、娘は助けてくれた領主の息子と結婚して、長生きする。

## その他
金田鬼一の注釈によれば、娘は末っ子であり、また娘が老婆と会った際に内臓をかき出していた死体は2人の姉だという。
主が殺人鬼であり、突然の外出で妻に鍵を渡すなど『青ひげ』や『まっしろ白鳥』との共通点が多い。また、妻が殺人に驚いて血溜りの中に鍵を落としてしまって血がつくが、どんなに洗っても落ちないなどのシーンも共通している。